# 天溷增四
鯨魚座25，又名BD-05 177，HD 6203、SAO 129094、HR 296，是鯨魚座的一颗恒星，视星等为5.43，位于銀經130.52，銀緯-67.54，其B1900.0坐标为赤經0h 57m 59s，赤緯-5° -67.54′ 17″。